# Sztoa (építészet)
A sztoa vagy piaccsarnok az ókori görög és hellenisztikus kor városépítészeti szempontból is meghatározó, reprezentatív épülettípusa, az agora mentén épített, azt keretező oszlopsoros fedett folyosó. Egyszerűbb változataiban egyhajós oszlopfolyosó, de gyakran kéthajós oszlopcsarnok volt, utóbbi esetben egy belső oszlopsor osztotta ketté a fedett teret. Alapvetően egyfajta árnyat adó sétatérként funkcionált, ahol azonban a város polgárai szabadon rendezhettek gyűléseket, a kalmárok pedig árulhatták portékáikat is. Zárt oldalán sorakoztak a kereskedők helyiségei, esetleg a különféle szobroknak helyet adó kőfülkék. Díszes, nemritkán hivalkodó kialakítása egyúttal a város rangját és gazdagságát is hivatott volt szimbolizálni. Gyakran emeletes sztoákat építettek, azaz a fedett tér fölött egy további oszlopfolyosót alakítottak ki, amelyet sétatérként használhattak a városi polgárok. Ennek egyik első példája volt II. Attalosz pergamoni király Athénban építtetett sztoája. Különösen elterjedt volt a sztoamotívum néven ismert homlokzatképző megoldás, amelynek során az egymástól architrávval vagy párkányzattal elválasztott sztoaszinteket más-más oszloprendekkel tagolták. A sztoa elterjedt a hellenisztikus világban, és a kis-ázsiai városokban alakították ki többhajós változatát, a királyi csarnokot (sztoa baszileiosz), amely a római bazilikákhoz is mintául szolgált. Kitioni Zénón az athéni Sztoa Poikilé épületében vezette be tanítványait filozófiai tanaiba, amelyek elnevezése éppen ezért a későbbiekben sztoa vagy sztoicizmus lett.
A sztoák mintájára gyakori megoldás volt a klasszicista építészetben az épületek homlokzatánál kialakított, hosszan húzódó árkád, például a berlini Altes Museum (1830) vagy a londoni British Museum (1847) esetében.